# Paul Theroux
Paul Edward Theroux (10 de abril de 1941) es un escritor estadounidense, conocido por sus novelas y libros de viajes, aunque también ha destacado como novelista de ficción, y algunas de sus novelas, como La Costa de los Mosquitos, de 1981, han sido llevadas al cine.
En 1999 editó otra de sus obras cumbres, La sombra de Naipaul, la historia de su amistad con el premio Nobel de literatura Sir V. S. Naipaul.

## Biografía
Tras licenciarse en la universidad en 1963, viajó primero a Italia y después a África, donde ejerció la docencia en Malaui y Uganda. Más tarde, en 1968, lo haría en la Universidad Nacional de Singapur durante 3 años. A principios de los años setenta se estableció en Reino Unido, donde residiría durante diecisiete años.
Actualmente vive en Estados Unidos, aunque continúa viajando por el mundo. Su trabajo más renombrado es El gran bazar del ferrocarril, de 1975, un diario de viaje sobre una travesía en tren desde el Reino Unido hasta Japón de ida y vuelta atravesando Europa, Oriente Medio y el sur y el este de Asia hasta llegar al destino y volviendo a través de Rusia.
Sus experiencias de grandes viajes en los que recorre todo un continente aparecen relatadas en otras obras suyas: El viejo expreso de la Patagonia, En el gallo de hierro, Las islas felices de Oceanía, y El safari de la estrella negra.

## Obra (selección)

### Novelas
- San Jack (Saint Jack, 1973), trad. Manuel Sáenz de Heredia (Barcelona: Tusquets, 1985)
- El arsenal de la familia (The Family Arsenal, 1976), trad. Adolfo Martín (Barcelona: Plaza & Janés, 1979)
- La Costa de los Mosquitos (The Mosquito Coast, 1981), trad. Manuel Sáenz de Heredia (Barcelona: Tusquets, 1984)
- La calle de la Media Luna (Doctor Slaughter, 1984), trad. Iris Menéndez (Barcelona: Tusquets, 1986)
- Zona Exterior (O-Zone, 1986), trad. Iris Menéndez (Barcelona: Tusquets, 1988)
- Mi historia secreta (My Secret History, 1989), trad. Jordi Fibla (Barcelona: Tusquets, 1992)
- Chicago Loop (1990), trad. Daniel Iglesias Kennedy (Barcelona: Tusquets, 1991)
- Millroy, el mago (Millroy the Magician, 1993), trad. Jordi Fibla (Barcelona: Tusquets, 1995)
- Mi otra vida (My Other Life, 1996), trad. Diego Friera y María José Díez (Barcelona: Seix Barral, 2003)
- Kowloon Tong (1997), trad. Gemma Rovira (Barcelona: Edhasa, 1997)
- Hotel Honolulu (2001), trad. Diego Friera y María José Díez (Barcelona: Seix Barral, 2002)
- Elefanta Suite (The Elephanta Suite, 2007), trad. Miguel Martínez-Lage (Madrid: Alfaguara, 2008)
- Un crimen en Calcuta (A Dead Hand: A Crime in Calcutta, 2009), trad. Miguel Martínez-Lage (Madrid: Alfaguara, 2011)
- En Lower River (The Lower River, 2012), trad. Ezequiel Martínez Llorente (Madrid: Alfaguara, 2014)
- Tierra madre (Mother Land, 2017), trad. Mariano Peyrou (Barcelona: Alfaguara, 2018)

### No ficción
- El gran bazar del ferrocarril: un viaje en tren por Turquía, Extremo Oriente y Siberia (The Great Railway Bazaar, 1975), trad. Juan Godó Costa (Barcelona: Alfaguara, 2018)
- El viejo expreso de la Patagonia: un viaje en tren por las Américas (The Old Patagonian Express, 1979), trad. Juan Gabriel López Guix (Barcelona: Ediciones B, 2000)
- En el gallo de hierro: viajes en tren por China (Riding the Iron Rooster, 1988), trad. Margarita Cavándoli (Barcelona: Ediciones B, 1997)
- Las islas felices de Oceanía: una odisea en kayak por el Pacífico (The Happy Isles Of Oceania, 1992), trad. Rosa Borrás (Barcelona: Ediciones B, 2002)
- Las columnas de Hércules: un viaje en torno al Mediterráneo (The Pillars of Hercules, 1995), trad. Alejandra Devoto (Barcelona: Ediciones B, 2003)
- La sombra de Naipaul (Sir Vidia's Shadow, 1998), trad. Carlos Abreu (Barcelona: Ediciones B, 2002)
- El safari de la estrella negra: desde El Cairo a Ciudad del Cabo (Dark Star Safari, 2002), trad. Mercè Diago y Abel Debritto (Barcelona: Ediciones B, 2003)
- Tren fantasma a la Estrella de Oriente: tras las huellas de «El gran bazar del ferrocarril» (Ghost Train To The Eastern Star, 2008), trad. Miguel Martínez-Lage (Barcelona: Alfaguara, 2010)
- El Tao del viajero: enseñanzas de vidas en la carretera (The Tao of Travel, 2011), trad. Ezequiel Martínez Llorente (Madrid: Alfaguara, 2012)
- El último tren a la zona verde: mi safari africano definitivo (The Last Train to Zona Verde, 2013), trad. María Luisa Rodríguez Tapia (Barcelona: Alfaguara, 2015)